# Тейк 6
Take 6 е акапелна група в град Хънтсвил, щата Алабама, Съединените американски щати.

## Състав на групата

### Настоящи членове
- Alvin Chea (1985-) – бас
- Khristian Dentley (2011-) – баритон
- Joey Kibble (1991-) – втори тенор
- Mark Kibble (1985-) – първи тенор
- Claude V. McKnight III' (1985-) – първи тенор
- David Thomas (1985-) – втори тенор

### Бивши членове
- Mervyn Warren (1985 – 1991)
- Cedric Den (1985 – 2011)

## История на групата
Групата е създадена през 1980 г. от Claude McKnight като „Gentlemen's Estate Quartet“ в Oakwood College (едно адвентистко училище в Хънтсвил, Алабама). В началото пеят в стил barbershop. Няколко месеца по-късно Mark Kibble чува групата да пее в една съблекалня и запява спонтанно с тях. Kibble, който познава Claude McKnight още от тяхното детство в Бъфало (Ню Йорк), става след това член на групата. Групата се разраства, след като се присъединява Mervyn Warren като шести член. Името на групата се сменя накрая от „Sounds of Distinction“ и „Alliance“ в „Take 6“. Преди това се получава дублиране с други групи, които използват същите имена. По-късно се присъединяват Cedric Dent, Alvyn Chea и David Thomas.
Групата става известна за широката публика, след като през 1989 г. пеят акапела с Al Jarreau, Ела Фицджералд, Bobby McFerrin (Wee B. Dooinit) и инструментално съпровождат бразилския певец и композитор Ivan Lins (Septembro – Brazilian Wedding Song) чрез посредничеството на известния продуцент Quincy Jones в неговото CD „Back on the block“.
През 1991 г. Mervyn Warren напуска групата и бива заместен чрез Mark Kibble, по-малкия брат на Joey Kibble.
Те продуцират и аранжират по-голямата част на техните песни сами и печелят многобройни награди грами в САЩ като най-добра вокална група.
Take 6 са членове на Църквата на адвентистите от седмия ден.
Чрез техните песни се стремят преди всичко да насърчат други хора. Тяхната музика е положителна и разнообразна, като стиловете се сменят от госпъл и джаз до поп и соул.
Характерно за Take 6 е гласовата точност и яснота, виртуозни музикални орнаменти и изключително чиста интонация даже за професионални музикални групи, както и учудваща хомогенност на груповия тон. Тези отличителни черти на групата, които са познати от техните студийни записи, биват репродуцирани на пръв поглед с артистична лекота по време на концерти.

## Грами
- 1988 г. – Най-добро вокално джаз изпълнение на група (Take 6 – Spread Love)
- 1988 г. – Best Soul Gospel Performance на група (Take 6)
- 1989 г. – Best Gospel Vocal Performance на група (Take 6 – The Savior is waiting)
- 1990 г. – Best Contemporary Soul Gospel Album (Take 6 – So Much 2 Say)
- 1991 г. – Best Jazz Vocal Performance (He is Christmas)
- 1994 г. – Best Contemporary Soul Gospel Album (Join the band)
- 1997 г. – Best Contemporary Soul Gospel Album (Brothers)
- 2002 г. – Best R&B Performance на група (Love's In Need of Love Today, със Stevie Wonder)

## Дискография
- 1988 г. – Take 6
- 1990 г. – So much 2 say
- 1991 г. – He is christmas
- 1994 г. – Join the band
- 1996 г. – Brothers
- 1998 г. – So Cool
- 1999 г. – We wish you a merry christmas
- 2000 г. – Greatest hits
- 2000 г. – Live
- 2002 г. – Beautiful world
- 2006 г. – Feels Good